# Eskilstuna-Kuriren
O Eskilstuna-Kuriren (nome completo Eskilstuna-Kuriren med Strengnäs Tidning) é um jornal diário da cidade sueca de Eskilstuna, na província histórica de Södermanland. Tem uma orientação liberal. Tem formato Berliner, e circula nas cidades de Eskilstuna, Torshälla, Strängnäs, Flen e Kungsör. Foi fundado em 1890. Tem uma tiragem à volta de 20 900 exemplares (2023).